# Gunnison, Colorado
Gunnison är en stad (city) i Gunnison County, i delstaten Colorado, USA. Enligt United States Census Bureau har staden en folkmängd på 5 886 invånare (2011) och en landarea på 8,4 km². Gunnison är huvudort i Gunnison County.